# دنویل (پنسیلوانیا)
دنویل (به انگلیسی: Danville) یک بخش و بخشداری در ایالات متحده آمریکا است که در شهرستان مونتوور، پنسیلوانیا واقع شده‌است.

## خصوصیات
دنویل ۴٫۱ کیلومتر مربع مساحت و ۴٬۶۹۹ نفر جمعیت دارد و ۱۵۲٫۴ متر بالاتر از سطح دریا واقع شده‌است.